# Henry L. Whitfield
Henry Lewis Whitfield, född 20 juni 1868 i Rankin County, Mississippi, död 18 mars 1927 i Jackson, Mississippi, var en amerikansk demokratisk politiker. Han var Mississippis guvernör från 1924 fram till sin död.
Whitfield studerade vid Mississippi College och arbetade som lärare. År 1907 blev han rektor för Industrial Institute and College som 1920 bytte namn till Mississippi State College for Women. Numera heter lärosätet Mississippi University for Women. Kvinnohögskolan upplevde en stark tillväxtperiod med Whitfield som rektor. Hans insatser inom kvinnornas utbildning bidrog till den knappa segern i guvernörsvalet 1923. Han var nämligen populär bland kvinnliga väljare och 1923 var det första guvernörsvalet i Mississippi efter införandet av kvinnlig rösträtt.
Whitfield efterträdde 1924 Lee M. Russell som Mississippis guvernör och avled tre år senare i ämbetet. Guvernör Whitfield gravsattes på Friendship Cemetery i Columbus.